# Amandine Paillat
Pour les articles homonymes, voir Paillat.
Amandine Paillat, née le 30 juillet 1991 à Niort, est une joueuse française de water-polo.
Appelée pour la première fois en équipe de France de water-polo féminin en 2012, elle est championne de France et vainqueur de la Coupe de France de water-polo féminin avec l'Olympic Nice Natation en 2013.